# Paterologia
Paterologia, także patrylogia – dział teologii dogmatycznej, nauka o pierwszej Osobie Trójcy Świętej – Bogu Ojcu. Rozwój paterologii w Kościele rzymskokatolickim nastąpił po Soborze Watykańskim II.